# Чимуту
Чиму́ту (англ. Chimutu) — традиційна громада у складі дистрикту Лілонгве Центрального регіону Малаві.
Населення — 112118 осіб (2018).